# بودن (بيدفوردشير)
بودن (بالإنجليزية: Budna)‏ هي قرية تقع في المملكة المتحدة في شرق انجلترا.